# Саттон (Західна Вірджинія)
Саттон (англ. Sutton) — місто (англ. town) в США, в окрузі Брекстон штату Західна Вірджинія. Населення — 863 особи (2020).

## Географія
Саттон розташований за координатами 38°40′4″ пн. ш. 80°42′48″ зх. д. / 38.66778° пн. ш. 80.71333° зх. д. (38.667757, -80.713404).  За даними Бюро перепису населення США в 2010 році місто мало площу 2,13 км², з яких 2,01 км² — суходіл та 0,12 км² — водойми.

## Демографія
Згідно з переписом 2010 року, у місті мешкали 994 особи в 452 домогосподарствах у складі 265 родин. Густота населення становила 467 осіб/км².  Було 527 помешкань (248/км²).
Расовий склад населення:
| - 97,9 % — білих - 0,7 % — чорних або афроамериканців - 0,3 % — корінних американців - 0,2 % — азіатів |

До двох чи більше рас належало 0,6 %. Частка іспаномовних становила 0,7 % від усіх жителів.
За віковим діапазоном населення розподілялося таким чином: 18,2 % — особи молодші 18 років, 61,6 % — особи у віці 18—64 років, 20,2 % — особи у віці 65 років та старші. Медіана віку мешканця становила 45,1 року. На 100 осіб жіночої статі у місті припадало 99,2 чоловіків;  на 100 жінок у віці від 18 років та старших — 96,9 чоловіків також старших 18 років.
Середній дохід на одне домашнє господарство  становив 48 268 доларів США (медіана — 35 938), а середній дохід на одну сім'ю — 58 591 долар (медіана — 52 548). Медіана доходів становила 36 389 доларів для чоловіків та 22 663 долари для жінок. За межею бідності перебувало 17,4 % осіб, у тому числі 16,3 % дітей у віці до 18 років та 4,9 % осіб у віці 65 років та старших.
Цивільне працевлаштоване населення становило 496 осіб. Основні галузі зайнятості: мистецтво, розваги та відпочинок — 23,4 %, роздрібна торгівля — 23,2 %, освіта, охорона здоров'я та соціальна допомога — 12,5 %, публічна адміністрація — 11,9 %.